# Militia Sanctæ Mariæ
A Militia Sanctæ Mariæ (Português: Milícia de Santa Maria), também chamada de Ordem dos Cavaleiros de Santa Maria, é uma associação privada de fiéis católicos, fundada em 1945 por D. Gérard Lafond OSB e canonicamente erigida na cripta da Catedral de Chartres, na vigília do Natal de 1969, pelo Bispo Diocesano, Monsenhor Roger Michon, conforme o Código de Direito Canônico.

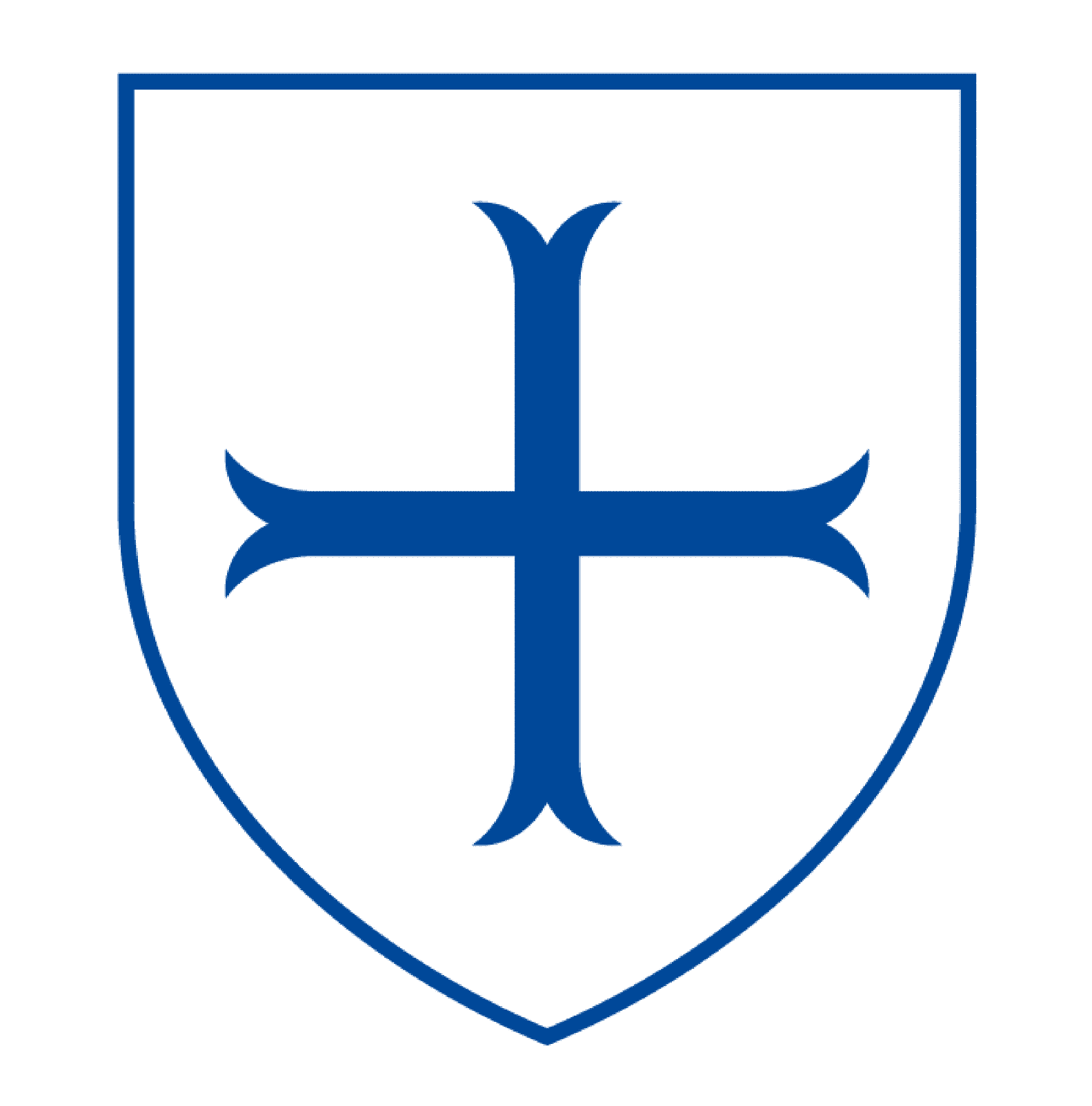
Escudo da Militia Sanctæ Mariæ

Até o ano de 1972, a instituição definia-se como uma Ordem de Cavalaria, mas a pedido da Santa Sé, o XV Capítulo Geral, celebrado em Chartres, se definiria e se apresentaria a partir daquele momento por Companhia Regular e Militante dos Cavaleiros de Santa Maria, reforçando sua natureza de associação privada de fiéis católicos.
Tem como propósito: Servir à Fé, defender a Igreja Católica e promover a Paz. Seu lema é Opportune Importune.
A Militia Sanctæ Mariæ mantém a Academia Internacional de Ensinos Litúrgicos São Gregório Magno, o Círculo Shahbaz Bhatti de Apoio aos Cristãos Perseguidos, o Instituto Internacional Familiaris Consortio, o Círculo Internacional Cristãos Pelo Ambiente São João Gualberto e a Miles Editora.
Atualmente está presente na França, Portugal, Alemanha, dentre outros. Está presente no Brasil através de seu Priorado de São Pedro de Alcântara.
De acordo com as Regras e Constituições , sua estrutura é assim definida:
- Grão-Mestre: São Miguel, Arcanjo.
- Mestre: Jean-Paul Gauthier
- Sede canônica internacional: Catedral de Notre-Damme de Chartres

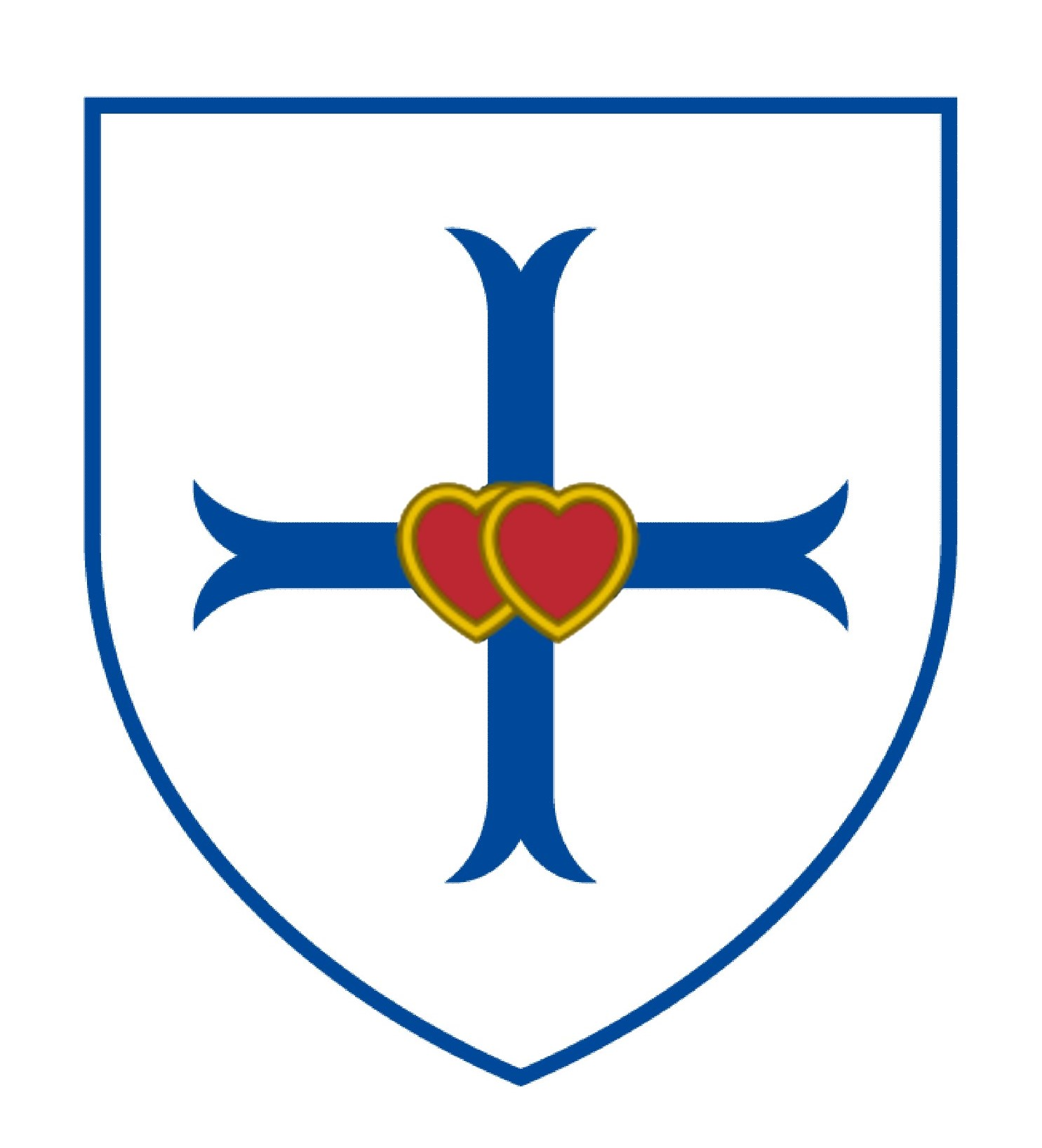
Escudo da Militia Sanctæ Mariæ - Observantia SS Cordis Jesu et Mariæ

## Militia Sanctæ Mariæ - Observantia SS. Cordis Jesu et Mariæ
Após o Concílio Vaticano II, uma parcela dos membros decidiu não aderir aos documentos e constituições dele emanado, gerando em 19 de março de 1989 uma cisão na instituição, ligando-se a Fraternidade Sacerdotal São Pio X, criando a Militia Sanctæ Mariæ - Observantia SS. Cordis Jesu et Mariæ (Português: Milícia de Santa Maria - Observância dos Sagrados Corações de Jesus e Maria), sendo-lhes conferido a Novi Benedictio Militis, por Monsenhor Lefebvre. Depois de aprovada suas Constituições por Dom Tissier de Mallerais, foi seu Bispo Protetor. Está presente no Brasil através de sua Província São Maurício & Legionários.